# Pedregal de Irimia

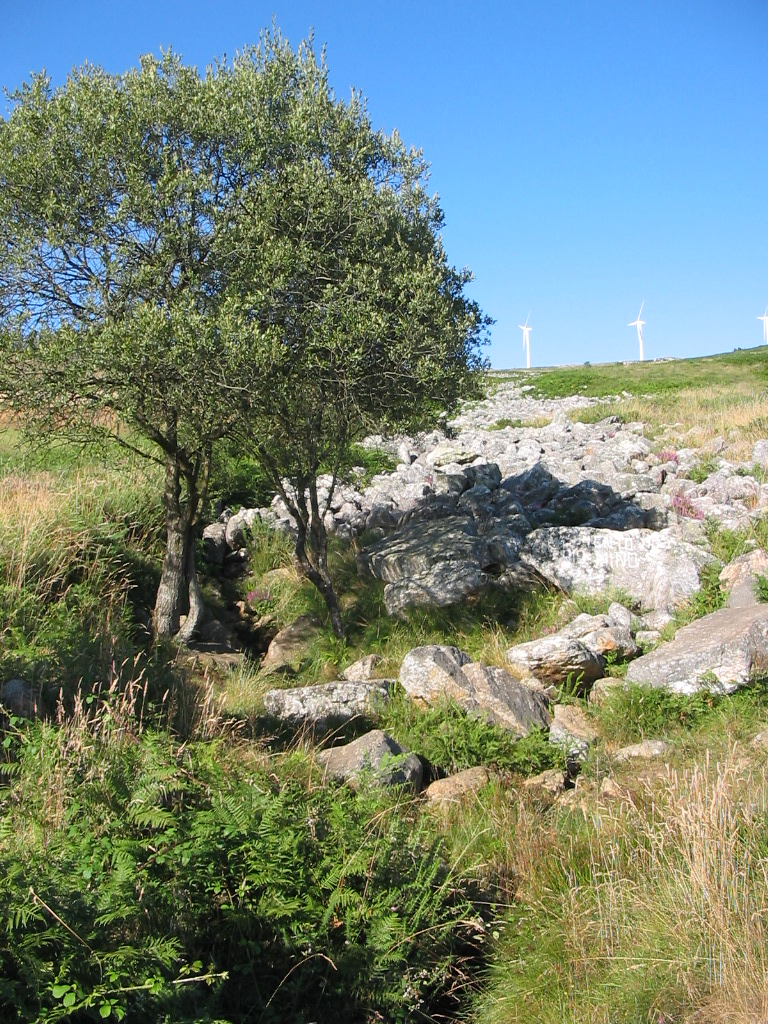
Pedregal de Irimia

Pedregal de Irímia é o lugar onde nasce o rio Minho, na Serra de Meira, a poucos quilômetros da vila de Meira. O lugar de nascimento é disputado por dois municípios: Meira defende o nascimento no pedregal de Irímia e a Pastoriça na lagoa de Fonminhá.
No entanto, e especialmente nos últimos anos, o Pedregal de Irimia é considerado a principal fonte do Minho.